# Tripolitania ottomana
La regione costiera indicata col nome di Tripolitania ottomana e corrispondente circa all'attuale Libia, venne governata dall'Impero ottomano dal 1551 come eyalet di Tripolitania, dal 1864 come vilayet di Tripolitania (in turco ottomano: ولايت طرابلس غرب, Vilâyet-i Trâblus Garb). 
Divenne parimenti nota come regno di Tripoli, anche se tale territorio non fu mai tecnicamente un regno, ma una provincia ottomana guidata da un pascià (governatore), sempre membro della dinastia Karamanli dal 1711 al 1835, fatto che fece divenire nei fatti una monarchia il possedimento turco, che in più come i suoi vicini occidentali trattenne una rilevante autonomia talmente ampia da porsi essa stessa come soggetto separato di diritto internazionale.
Oltre al territorio centrale della Tripolitania, la Cirenaica / Barca era considerata anch'essa parte del dominio di Tripoli in quanto governata dal pascià della regione.
Dopo lo scoppio della guerra italo-turca nel settembre 1911, il vilayet di Tripolitania e la Cirenaica furono annesse all'Italia con regio decreto del 5 novembre 1911.

## L'arrivo degli Ottomani

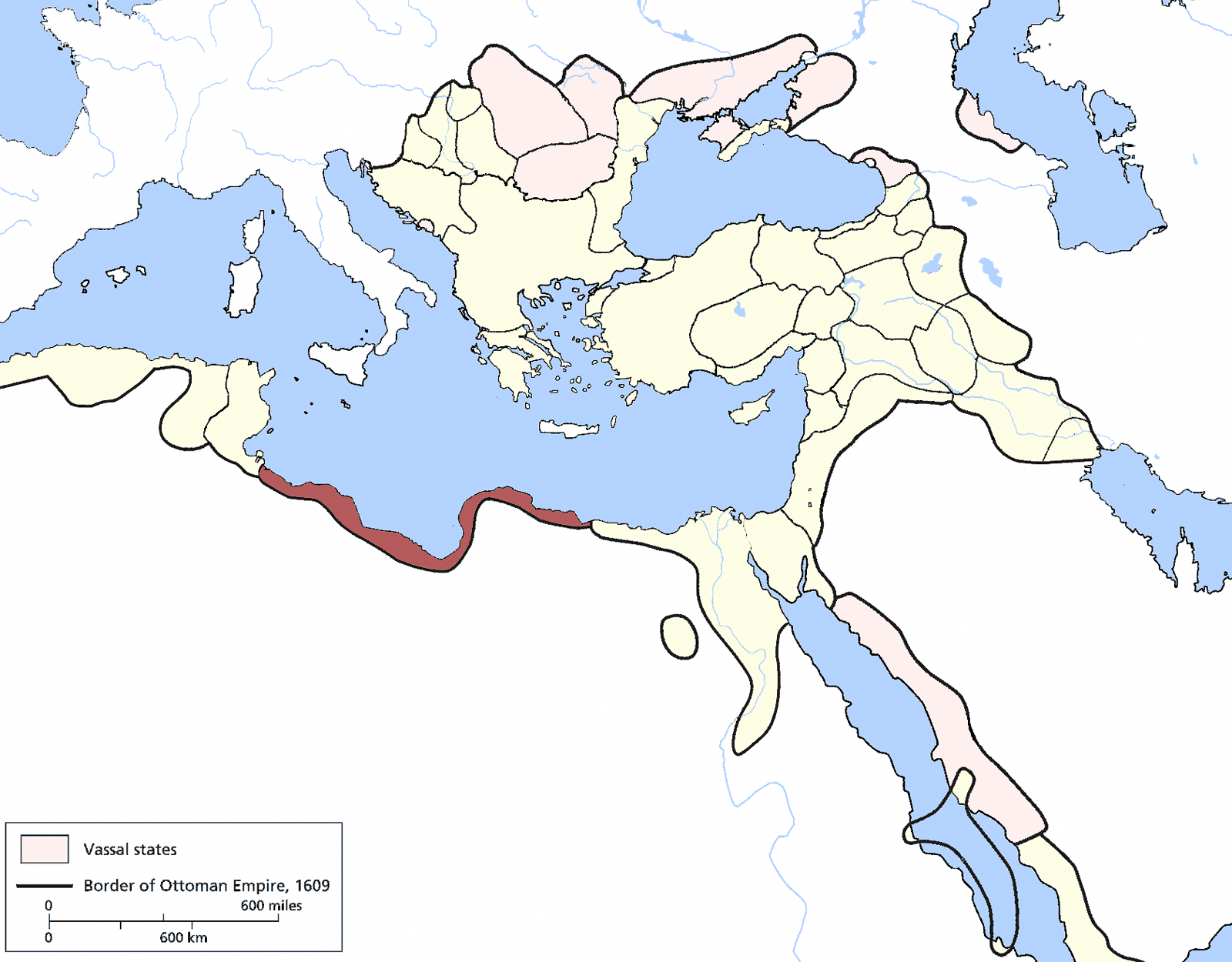
Localizzazione del vilayet di Tripolitania nel 1609

All'inizio del XV secolo la costa libica non era sottoposta a un'autorità centrale e nei suoi porti agivano indisturbate le bande di pirati. La Spagna riuscì a occuparla nel 1510 senza impiantarvi mai una colonia stabile, così nel 1528 gli spagnoli diedero il porto di Tripoli ai Cavalieri di San Giovanni.
Nel 1538 Tripoli fu conquistata dall'ammiraglio ottomano Khayreddin (conosciuto anche con il nome di "Barbarossa")
Gli Ottomani arrivarono nel 1540 a Tripoli, su richiesta della locale popolazione libica di religione musulmana, per liberare la città dalla minaccia dei Cavalieri di Malta. Nel 1553 gli europei furono espulsi dai corsari turchi Dragut e Sinan. Dragut, che in seguito cadde nella battaglia di Malta, fu sepolto a Tripoli. Dopo la morte di Dragut i legami tra Costantinopoli e Tripoli si allentarono.
Sotto il dominio degli Ottomani, il Maghreb venne diviso in tre province, Algeri, Tunisi e Tripoli, con quest'ultima che divenne Eyalet di Tripolitania.
Dopo il 1565, l'autorità amministrativa di Tripoli fu affidata a un pascià nominato dal sultano di Costantinopoli. Il sultano forniva il pascià di un corpo di giannizzeri, che a sua volta venne diviso in un certo numero di compagnie sotto il comando di un bey. I giannizzeri divennero la forza politica e militare della Tripolitania ottomana, relegando il pascià a un ruolo prettamente formale.

## I pasha Karamanli e le guerre barbaresche
Nel 1711, Ahmad I Karamanli, un ufficiale di cavalleria ottomano, figlio di un ufficiale turco e di una donna libica riuscì a prendere il potere a Tripoli, e divenne Pascià della Tripolitania fondando la dinastia dei Karamanli, che durò per più di un secolo.
Il Regno di Tripoli era solo formalmente legato all'impero, a cui versava un tributo. Nel 1795 Yusuf Karamanli ascese al trono dopo un conflitto dinastico.
Nel maggio del 1801 il pascià Yusuf Karamanli chiese agli Stati Uniti un aumento del tributo per la protezione del loro commercio dalla guerra di corsa barbaresca (chiamata dagli USA "pirateria") nel Mediterraneo. La richiesta venne rifiutata e una forza navale statunitense riuscì a organizzare un blocco su Tripoli, dando inizio alla Prima guerra barbaresca.
Con la Seconda guerra barbaresca (1815) ci fu un nuovo conflitto tra gli Stati Uniti e le reggenze ottomane del Nordafrica di Algeri e Tunisi.

## Riaffermazione dell'autorità ottomana
Nel 1835, il governo del sultano ottomano Mahmud II trasse profitto dalle tensioni locali per riaffermare la sua autorità e tenerla fino al collasso finale dell'Impero ottomano. Con il decentramento del potere ottomano si arrivò all'indipendenza virtuale della regione. Il locale movimento della confraternita sufi della Sanusiyya, capeggiato da Sayyid Muḥammad b. ʿAlī al-Sanūsī, chiamò la popolazione indigena alla resistenza contro il dominio ottomano. Il "Gran Senusso" fondò il suo quartier generale nell'oasi di Jaghbub (Giarabub), mentre i suoi ikhwān (fratelli) fondarono delle zāwiya (luoghi di raduno religiosi) in tutto il Nordafrica, portando anche la stabilità alle regioni non ancora del tutto sottomesse al potere ottomano.
L'apice del potere senussita si attestò attorno agli Anni ottanta, all'epoca di Muhammad al-Mahdi ibn Muḥammad al-Sanusi, il quale fu un abile amministratore e un carismatico oratore. Con 146 capanne che si estendevano in tutto il deserto del Sahara, riuscì a spostare la capitale dei Senussi a Cufra. Gli Ottomani chiamarono i Senussi per respingere l'occupazione straniera, così Muhammad al-Mahdi ebbe successo dove molti fallirono, assicurandosi la lealtà della Cirenaica. 
Per oltre 75 anni i Turchi ottomani imposero una trentina di governatori.

## La guerra italo-turca
Tra il Regno d'Italia e l'Impero ottomano fu combattuta tra il 29 settembre 1911 e il 18 ottobre 1912, la guerra italo-turca, per conquistare le regioni nordafricane della Tripolitania e della Cirenaica. Il vilayet di Tripolitania fu annesso all'Italia con regio decreto del 5 novembre 1911.
Con il Trattato di Ouchy o Losanna, firmato il 18 ottobre 1912 tra Impero ottomano e Italia, la Tripolitania e la Cirenaica passarono formalmente sotto il controllo amministrativo e militare italiano. Le due province divennero de iure italiane, anche sotto il profilo del diritto internazionale, nel 1923, a seguito della stipula del secondo Trattato di Losanna con la Repubblica turca.
Nel 1934 formarono il Governatorato unico della Libia italiana.